# Mantallot
Mantallot è un comune francese di 200 abitanti situato nel dipartimento delle Côtes-d'Armor, nella regione della Bretagna.

## Società

### Evoluzione demografica
Abitanti censiti